# De senectute
De senectute (Nederlands: Over de ouderdom) is een essay geschreven door Cicero in 44 v.Chr. over het ouder worden en de dood.
De volledige titel van het stuk is Cato Maior de Senectute. Cicero schreef zijn essay in de vorm van een les van Cato de Oude aan Scipio Aemilianus en Gaius Laelius Sapiens. Het werk is niet alleen een voorbeeld van wat er ten tijde van de Romeinse Republiek onderwezen werd, maar heeft ook een filosofisch karakter.
In het essay vragen twee jongere mannen (circa 35 jaar oud) aan Cato de Oude hoe ze zich het best kunnen voorbereiden op hun oude dag. Cicero antwoordt dat de kwaliteit van de 'oude dag' afhangt van de inspanningen die op jongere leeftijd gedaan werden. De belangrijkste inspanning heeft betrekking op de gezondheid en fysieke kracht. Cicero doelt op een eerder ascetische levenswijze (niet te veel voedsel en drank) met genoeg fysieke inspanningen.

## Nederlandse vertalingen
- Cicero, Over ouderdom, vertaald, ingeleid en van aantekeningen voorzien door W.A.M. Peters, 1989. ISBN 9789026309830
- Cicero, De kunst van het oud worden, vert. Vincent Hunink, 2017.  ISBN 9789025307226